# بيتر ناداس
بيتر ناداس (بالمجرية: Nádas Péter) ولد في (14 أكتوبر 1942) في بودابست وهو كاتب مسرحي، وكاتب مقالات مجري.

## نشأته
ولد لأب وأم شيوعيين مناهضين للنازية، انتحر والده بينما كان «بيتر» في السادسة عشر من عمره، إثر اتهامات بسرقة الحكومة وصفقات اختلاس من خلال منصبه الوزارى بالحكومة المجرية، وبعد انتحاره برأته المحكمة من كل التهم التي وجهت إليه.

## حياته المهنية
درس الصحافة وفن التصوير في الفترة من 1961 إلى 1963، وعمل بالصحافة والكتابة الدرامية والتصوير. وتفرغ منذ عام 1969 للأدب والمسرح، وفي عام 1984 انتقل للإقامة في جومبوسيزيج، وهي قرية صغيرة في غربي المجر، ولا يزال يقيم بها حتى الآن-عام 2007-.

## أعماله
- “كتاب الذكريات” عام 1986، وثلاثيته قصص متوازية والتي استغرق في كتابتها ثمانية عشر عاما، وعن روايته “كتاب الذكريات” وصفته الناقدة سوزان سونتاغ بأنها«أعظم رواية كتبت في أوروبا بعد الحرب العالمية الثانية».
- رواية «نهاية قصة عائلية» عام 1998.
- رواية «الحب» عام 2000.
- «المعرفة والنار».

## الجوائز
- جائزة الفن المجري عام 1989.
- جائزة الدولة النمساوية في الأدب الأوروبى عام 1991.
- جائزة كوسوث المجرية البارزة عام 1992.
- جائزة فالنسيا الدولية للأدب عام 1998.
- جائزة فرانز كافكا عام 2003.
- جائزة وورث بريس الألمانية في الأدب عام 2014.

## روابط خارجية
- بيتر ناداس على موقع IMDb (الإنجليزية)
- بيتر ناداس على موقع الموسوعة البريطانية (الإنجليزية)
- بيتر ناداس على موقع مونزينجر (الألمانية)
- بيتر ناداس على موقع قاعدة بيانات الفيلم (الإنجليزية)